# St. Mary's (Nova Escócia)
St. Mary's é um município localizado na província da Nova Escócia, no leste do Canadá.  Sua população é de 2.233 habitantes.